# Бингам (лунный кратер)
Кратер Бингам (лат. Bingham) — ударный кратер в экваториальной части обратной стороны Луны. Название дано в честь американского археолога и политика, открывателя «затерянного города инков» Мачу-Пикчу, Хайрама Бингема (1875—1956) и утверждено Международным астрономическим союзом в 1976 году. Образование кратера относится к нектарскому периоду.

## Описание кратера
Ближайшими соседями кратера являются кратер Лобачевский на северо-западе; кратер Гюйо на северо-востоке; кратер Оствальд на востоке-северо-востоке; кратер Ибн Фирнас на востоке-юго-востоке; кратер Кинг на юго-востоке; кратеры Качальский и Вивиани на юге-юго-востоке и кратер Фирсов на юго-западе.
Селенографические координаты центра кратера — 8°01′ с. ш. 115°03′ в. д. / 8,02° с. ш. 115,05° в. д., диаметр — 35,0 км, глубина — 2,1 км.
Вал кратера сглажен, имеет близкую к циркулярной форму с выступом в юго-восточной части. Высота вала над окружающей местностью составляет около 950 м, объем кратера — около 800 км3. По всей вероятности, кратер покрыт породами, выброшенными при образовании кратера Лобачевский. Вал кратера и дно его чаши отмечено множеством мелких кратеров.

## Сателлитные кратеры
| Бингам | Координаты                                            | Диаметр, км |
| ------ | ----------------------------------------------------- | ----------- |
| H      | 7°28′ с. ш. 116°13′ в. д. / 7,46° с. ш. 116,22° в. д. | 26,6        |